# 홀덴 아폴로
홀덴 아폴로(영어: Holden Apollo)는 1989년부터 1997년까지 오스트레일리아에서 홀덴이 유통한 소형 승용차이자 이후 중형차이다. GM이 설계한 홀덴 카미라의 후속작인 아폴로는 오스트레일리아에서도 판매된 토요타 캠리의 배지 엔지니어링 버전이었다. 캠리 두 세대와 병행하여 — JK 및 페이스리프트된 JL 시리즈 아폴로로 코딩된 V20과 JM 및 업데이트된 JP로 다시 코딩된 XV10 — 그릴, 라이트 및 트림에 사소한 외관상의 차이가 있었다.
이 모델 공유는 1987년에 시작된 토요타 오스트레일리아와 홀덴 간의 UAAI 합작 투자로 인해 1989년 8월부터 두 자동차 회사 간에 모델 공유가 이루어졌다. UAAI는 호주 자동차 사업을 더욱 효율적으로 만들고 수입 관세를 없애는 것을 목표로 한 Button car plan의 결과였다. 생산은 1996년 말에 중단되었지만, 후속작인 홀덴 벡트라가 1997년 중반에 도착할 때까지 충분한 차량이 남아 있었다. 1994년까지 도요타의 Port Melbourne 공장에서 생산되었고, 그 후 알토나에서 생산되었다.

## 타임라인
- 1989년 8월 - JK 아폴로 출시 [11]
- 1991년 8월 - JL 아폴로 출시 [11]
- 1993년 3월 - JM 아폴로 출시 [11]
- 1995년 9월 - JP 아폴로 출시 [11]
- 1996년 말 - 생산 종료 [9]
- 1997년 6월 - 아폴로, 홀덴 벡트라로 교체 [6]

## 갤러리

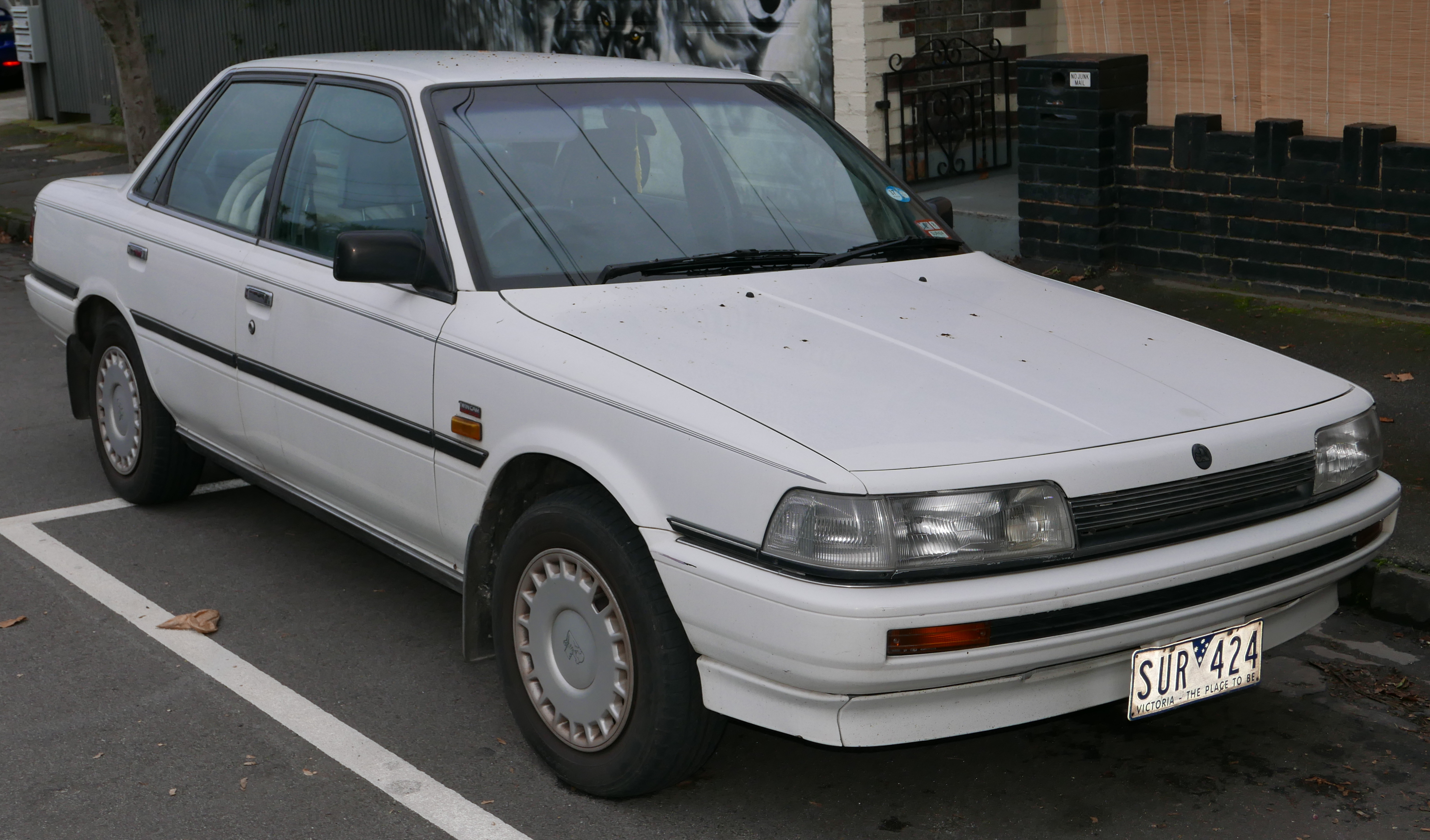
1세대 (JK, JL; 1989–1992)
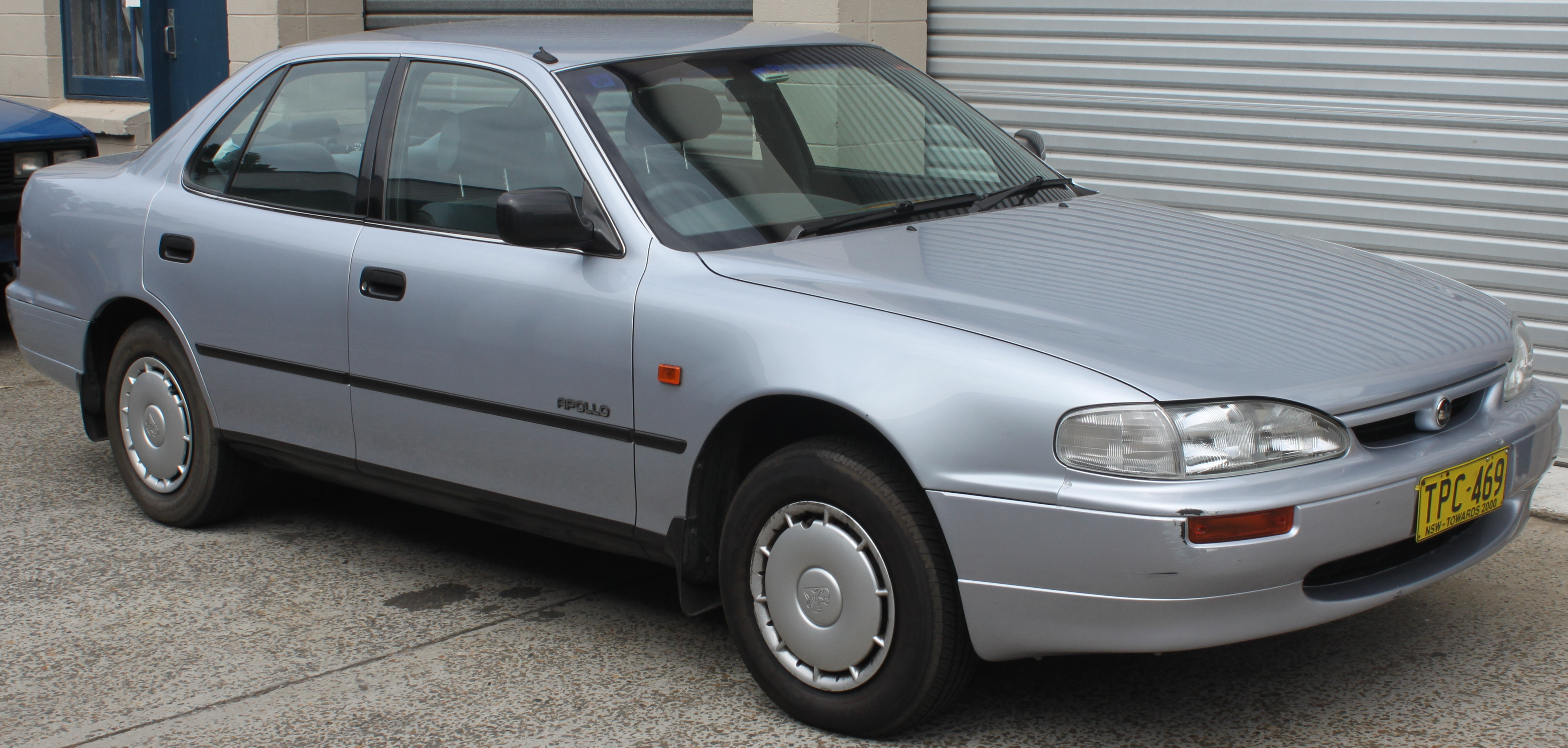
2세대 (JM, JP; 1993–1996)